# Sascha Kansteiner
Sascha Kansteiner (* 19. November 1967) ist ein deutscher Klassischer Archäologe.
Sascha Kansteiner legte 1985 sein Abitur am Gymnasium Steglitz in Berlin ab und begann zum Sommersemester 1986 das Studium der Klassischen Archäologie, der Alten Geschichte und der Gräzistik an der Freien Universität Berlin. Dort erlangte er 1992 seinen Magister und wurde 1997 mit der Arbeit Herakles. Die Darstellungen in der Großplastik der Antike promoviert. Von Februar 1997 bis September 2003 bearbeitete er im Auftrag der Mainzer Akademie der Wissenschaften und der Literatur die Edition und archäologischen Kommentierung der Aufzeichnungen Johann Joachim Winckelmanns zu den Antiken in den römischen Villen und Palazzi. Unterbrochen wurde diese Tätigkeit von Oktober 1997 bis September 1998 durch das Reisestipendiums des Deutschen Archäologischen Instituts. Von 2004 bis 2010 war er wissenschaftlicher Mitarbeiter und Koordinator im DFG-Projekt Der Neue Overbeck, eines fünfbändigen, fast 4000 Seiten umfassenden Sammelwerkes zu den antiken Schriftquellen zu den bildenden Künsten der Griechen. Dabei bearbeitete er selbst mehr als 600 Künstlerbiografien. Von 2011 bis zu 2016 war er Mitarbeiter des Sonderforschungsbereiches 644 „Transformation der Antike“ der Deutschen Forschungsgemeinschaft an der Humboldt-Universität zu Berlin. Seit 2019 ist er als wissenschaftlicher Mitarbeiter zuständig für die Antiken an der Skulpturensammlung der Staatlichen Kunstsammlungen Dresden.

## Schriften
- mit Max Kunze und Moritz Kiderlen: Alexander der Große: König der Welt. Eine neuentdeckte Bronzestatue. Katalog zur Sonderausstellung der Winckelmann-Gesellschaft mit Winckelmann-Museum Stendal vom 15. Juli 2000 bis 3. September 2000. Stendal 2000, ISBN 3-910060-34-X.
- mit Eva Hofstetter-Dolega und Max Kunze: Livia. Gemahlin des römischen Kaisers Augustus. Ein unbekanntes Porträt aus San Francisco. Sonderausstellung, Winckelmann-Gesellschaft Stendal, Winckelmann-Museum 26. September bis 10. Dezember 2001, Antikensammlung, Kunsthalle zu Kiel Januar bis März 2002. Winckelmann-Gesellschaft, Stendal 2001.
- Johann Joachim Winckelmann. Schriften und Nachlaß. Band 5: Ville e Palazzi di Roma. Philipp von Zabern, Mainz 2002, ISBN 3-8053-2975-X.
- mit Bernard Andreae und Max Kunze: Meeresgott und Seepferd. Ein neuentdecktes Meisterwerk griechischer Bronzekunst aus Jerusalem. Winckelmann-Museum/Winckelmann-Gesellschaft, Stendal 2002, ISBN 3-910060-48-X.
- Johann Joachim Winckelmann und das Gartenreich Dessau-Wörlitz (= Kataloge und Schriften der Kulturstiftung Dessau-Wörlitz. Band 22). Kulturstiftung Dessau-Wörlitz/Winckelmann-Gesellschaft, Dessau/Stendal 2003, ISBN 3-86107-027-8.
- Herausgeber: Text und Skulptur. Berühmte Bildhauer und Bronzegießer der Antike in Wort und Bild. Ausstellung in der Abguss-Sammlung Antiker Plastik Berlin. De Gruyter, Berlin und New York 2007, ISBN 978-3-11-019610-8.
- mit Ingo Pfeifer: Das Pantheon im Dessau-Wörlitzer Gartenreich. Deutscher Kunstverlag, München und Berlin 2007, ISBN 978-3-422-02071-9.
- Herausgeber: Ergänzungsprozesse. Transformation antiker Skulptur durch Restaurierung (= Transformationen der Antike. Band 26). De Gruyter, Berlin und Boston 2013, ISBN 978-3-11-033182-0 (Kunststoff), ISBN 978-3-11-033186-8 (Print und E-Book).
- Herausgeber mit Klaus Hallof, Lauri Lehmann, Bernd Seidensticker und Klaus Stemmer: Der Neue Overbeck. Die antiken Schriftquellen zu den bildenden Künsten der Griechen. 5 Bände. De Gruyter, Berlin und Boston 2014, ISBN 978-3-11-018233-0 (Rezension von Matthias Haake bei Sehepunkte).
- Herausgeber: Pseudoantike Skulptur. Fallstudien zu antiken Skulpturen und ihren Imitationen (= Transformationen der Antike. Band 45). De Gruyter, Berlin 2016, ISBN 978-3-11-047452-7.
- Pseudoantike Skulptur II. Klassizistische Statuen aus antiker und nachantiker Zeit (= Transformationen der Antike. Band 47). De Gruyter, Berlin 2017, ISBN 978-3-11-051797-2.